# Henryk Szlajfer
Henryk Szlajfer (ur. 7 listopada 1947 we Wrocławiu) – polski ekonomista i politolog, profesor nauk społecznych, nauczyciel akademicki Uniwersytetu Warszawskiego, ambasador RP przy Biurze ONZ w Wiedniu (2000–2004).

## Życiorys

### Wykształcenie
W 1973 ukończył Wydział Nauk Ekonomicznych UW. W 1977 doktoryzował się na Uniwersytecie Warszawskim, a w 2006 otrzymał w Polskiej Akademii Nauk stopień doktora habilitowanego nauk humanistycznych w zakresie nauk o polityce. W 2013 uzyskał tytuł profesora nauk społecznych.

### Działalność opozycyjna i społeczna
Od 1962 należał do Związku Młodzieży Socjalistycznej, z którego został wykluczony w marcu 1967. Od 1965 do czerwca 1967 był członkiem Klubu Babel. Uznawany za jednego z tzw. komandosów. W 1968 Szlajfer wraz z Adamem Michnikiem, wówczas studenci Uniwersytetu Warszawskiego, zostali za działalność opozycyjną relegowani z uczelni. W ich obronie 8 marca 1968 odbył się wiec, który stał się początkiem masowych protestów studenckich zwanych wydarzeniami marcowymi. 10 marca 1968 aresztowano go i osadzono w Areszcie Śledczym w Warszawie-Mokotowie. Został skazany na 2 lata więzienia. Zwolniony 18 lutego 1969. W latach 1980–1989 działał w NSZZ „Solidarność” oraz redagował prasę podziemną (m.in.: „Wolnego Związkowca”, „Krytyki”, „Tygodnika Wojennego”). W latach 1989–1990 był ekspertem Obywatelskiego Klubu Parlamentarnego w sejmowej komisji systemu gospodarczego i przemysłu.

### Działalność zawodowa i naukowa
Był zatrudniony jako robotnik w Drukarni Skarbowej w Warszawie (1969), referent w Polskiej Federacji Jazzowej (1969–1970), korektor stron polskich w „Fołks Sztyme” (1974–1975). Publikował także tam oraz w „Biuletynie Żydowskiego Instytutu Historycznego”. Wykładał m.in. na uniwersytetach w Coimbrze (1975–1976) i Dar es Salaam (1977–1979). Od sierpnia 1980 do września 1990 pracował jako adiunkt w Zakładzie Krajów Pozaeuropejskich Polskiej Akademii Nauk, a od 1990 do 2013 w Instytucie Studiów Politycznych PAN. Pracował w Polskim Instytucie Spraw Międzynarodowych jako zastępca dyrektora, a od końca 1991 do lipca 1993 p.o. dyrektora. W latach 2006–2018 także w Instytucie Ameryk i Europy UW.
W latach 1993–2008 zatrudniony w Ministerstwie Spraw Zagranicznych – był dyrektorem Departamentu Badań Strategicznych (po reorganizacji Departamentu Strategii i Planowania Polityki). W 1998 został mianowany ambasadorem ad personam. Ambasador Stały Przedstawiciel RP przy OBWE, MAEA i innych organizacjach międzynarodowych w Wiedniu od 2000 do 31 lipca 2004. Następnie do 2006 był dyrektorem Departamentu Ameryki MSZ, a od 2006 do 2008 dyrektorem archiwum MSZ. W 2005 sejmowa Komisja Spraw Zagranicznych zaakceptowała jego kandydaturę na ambasadora w Stanach Zjednoczonych. Zrezygnował z objęcia stanowiska, ponieważ IPN odmówił mu przyznania statusu pokrzywdzonego. W 2008 był doradcą szefa Agencji Wywiadu, a w latach 2009–2010 specjalnym doradcą ministra spraw zagranicznych ds. współpracy z USA.
Redaktor naczelny kwartalnika „Sprawy Międzynarodowe” (1992–2014) i jego angielskiej wersji „The Polish Quarterly of International Affairs”. Członek redakcji półrocznika „Studia Polityczne” (ISP PAN). W latach 90. w radzie redakcyjnej „Journal of Latin American Studies” (Cambridge University Press).
W 1996 został odznaczony Joint Meritorious Unit Award.

## Publikacje
- The Faltering Economy. The Problem of Accumulation under Monopoly Capitalism (współred. John B. Foster), Monthly Review Press, New York 1984.
- From the Polish Underground. Selections from „Krytyka”, 1978–1993 (współred. Michael Bernhard), The Pennsylvania State University Press 1995.
- Europa Środkowo-Wschodnia i Ameryka Południowa 1918–1939: szkice o nacjonalizmie ekonomicznym (red.), PWN, Warszawa 1992.
- Dezintegracja przestrzeni eurazjatyckiej a bezpieczeństwo Europy Środkowej i Wschodniej, PISM, Warszawa 1993.
- Polacy–Żydzi: zderzenie stereotypów: esej dla przyjaciół i innych, Wydawnictwo Naukowe SCHOLAR, Warszawa 2003.
- Droga na skróty: nacjonalizm gospodarczy w Ameryce Łacińskiej i Europie Środkowo-Wschodniej w epoce pierwszej globalizacji: kategorie, analiza, kontekst porównawczy, ISP PAN, Warszawa 2005.
- Modernizacja zależności: kapitalizm i rozwój w Ameryce Łacińskiej, Ossolineum, Wrocław 1984.
- Nineteenth-century Latin America. Two Models of Capitalism: the Case of Haiti and Paraguay.
- Economic Nationalism and Globalization: Lessons from Latin America and Central Europe, Leiden–Boston: 2012.